# Єгоров Олександр Іванович
Єгоров Олександр Іванович (нар. 15 березня 1889, Березнегувате — пом. 14 березня 1961, Москва) — сотник, військовий льотчик Повітряного флоту УНР.

## Життєпис
Закінчив Херсонське реальне училище (1908) та Єлисаветградське реальне училище (1910). Брав участь у Першій світовій війні в складі 9-го гусарського Київського полку. У 1916 році закінчив винищувальне відділення Севастопольської військової авіаційної школи. Потому служив у 12-му корпусному авіаційному загоні на Південно-Західному фронті. Відзначився як військовий льотчик. Останнє звання у російській армії — штабс-ротмістр.
З 16 грудня 1917 року військовий льотчик 10-го Українського авіаційного загону військ Центральної Ради, з кінця грудня 1917 р. — його командир. Екіпажі авіазагону здійснювали розвідувальні польоти, а в січні 1918, коли більшовицька армія М. Муравйова підійшла до Дарниці, — бомбили ворожі панцирні потяги та важкі батареї, які обстрілювали Київ . Залишався на цій посаді протягом 1918 року, коли загін кілька разів перейменовувався (на 1-й Український армійський, 1-й Запорізький, 2-1 гарматний 8-го Катеринославського корпусу та 46-й), а у листопаді 1918 р. - перейшов на бік Директорії.
З червня 1919 року виконував обов'язки інспектора авіації Повітряного флоту УНР. 22 липня 1919 року призначений інспектором авіації Повітряного флоту УНР. У листопаді 1919 року він залишився з рештками особового складу української авіації у Кам'янці-Подільському, а коли Дієва армія УНР вирушила у Зимовий похід, з групою добровольців вирушив до Одеси, де від початку 1920 року служив (як помічник командира) у 1-му Галицькому авіаційному загоні РСЧА, який тоді перебував на одеському заводі «Анатра». 26-27 квітня 1920 року — під час захоплення загону у Козятині зник за загадкових обставин. Про перебіг служби у 1920–1923 роках — відомостей немає.
У 1923 році прибув з Москви до Єлисаветграда, де певний час викладав в Українській кавалерійській школі ім. Будьонного. З 1925 року — викладач Військово-повітряної академії ім. Жуковського у Москві, начальник штабу навчальної ескадрильї ім. Леніна.
У 1931 році заарештований за справою «Весна», згодом звільнений з ув'язнення, але без права повертатися до авіації. Став одним з організаторів та керівників Центрального будинку авіації та космонавтики у Москві, де працював до останніх днів життя.
Помер 14 березня 1961 похований у Москві.

## Сім'я
Син — Єгоров Клавдій Олександрович. Народився 15 травня 1915. Радянський льотчик, спортсмен (планерний спорт). Підполковник. Майстер спорту. Був інструктором аероклубу МАІ. Учасник Великої Вітчизняної війни. Нагороджений орденами Вітчизняної війни I ступеня (1945) і Червоної Зірки (1944), медалями. Помер 15 жовтня 1972. Похований на Смоленському кладовищі в Тулі.

## Вшанування пам'яті
- 26 липня 2024 року вулицю Дениса Давидова в Миколаєві перейменовано на вулицю Олександра Єгорова[3].